# Atletism la Jocurile Olimpice de vară din 1896 - Aruncarea greutății (masculin)
Proba de atletism aruncarea greutății masculin de la Jocurile Olimpice de vară din 1896 a avut loc pe 7 aprilie, iar la aceasta au participat 7 atleți. Cei doi atleți greci au câștigat amândoi medalii, Gouskos luptând îndeaproape cu Garrett din Statele Unite pentru cea mai lungă aruncare.

## Context
Cincisprezece atleți s-au înscris, dar doar șapte au luat startul. Deținătorul recordului mondial era canadianul George Gray, dar acesta a fost absent; la fel și cel mai bun aruncător din 1896, irlandezul Denis Horgan. Evenimentul a fost „excesiv de popular în Grecia” și a fost unul dintre evenimentele în care gazdele au avut o șansă reală de a câștiga.

## Formatul competiției
A existat o singură rundă de aruncări. Formatul competiției este neclar; se pare că fiecare aruncător a avut trei încercări, iar primii patru au primit încă trei. Totuși, Raportul Oficial menționează că „Cinci competitori s-au retras după puțin timp, doar ... Gouskos și domnul Garret au continuat competiția pentru o perioadă considerabilă de timp.”
Zona de aruncare avea o suprafață de 2,13 metri pătrați. George S. Robertson a spus că această suprafață „nu corespundea cu niciuna dintre regulile cunoscute, deși evenimentul se presupunea că se desfășoară conform regulilor engleze.” Robertson a atribuit lungimile scurte ale aruncărilor obținute în competiție acestei particularități a terenului.

## Program
| Dată                  | Dată                  | Oră   | Rundă  |
| Gregorian             | Iulian                | Oră   | Rundă  |
| --------------------- | --------------------- | ----- | ------ |
| Marți, 7 aprilie 1896 | Marți, 26 martie 1896 | 15:40 | Finala |

## Rezultate

### Finala
| Loc | Atlet                | Țară                       | Distanță   | Note        |
| --- | -------------------- | -------------------------- | ---------- | ----------- |
| 1   | Robert Garrett       | Statele Unite ale Americii | 11,22      | Format:OlyR |
| 2   | Miltiadis Gouskos    | Grecia                     | 11,20      |             |
| 3   | Georgios Papasideris | Grecia                     | 10,36      |             |
| 4   | Viggo Jensen         | Danemarca                  | Necunoscut |             |
| 5—7 | Ellery Clark         | Statele Unite ale Americii | Necunoscut |             |
| 5—7 | Carl Schuhmann       | Germania                   | 10,00      |             |
| 5—7 | Fritz Hofmann        | Germania                   | Necunoscut |             |
| —   | Louis Adler          | Franța                     | NS         |             |
| —   | Conrad Böcker        | Germania                   | NS         |             |
| —   | Alfred Flatow        | Germania                   | NS         |             |
| —   | Adolphe Grisel       | Franța                     | NS         |             |
| —   | Holger Nielsen       | Danemarca                  | NS         |             |
| —   | Pál Péthy            | Ungaria                    | NS         |             |
| —   | George S, Robertson  | Marea Britanie             | NS         |             |
| —   | Momčilo Tapavica     | Ungaria                    | NS         |             |
| —   | Charles Vanoni       | Statele Unite ale Americii | NS         |             |
| —   | Desiderius Wein      | Ungaria                    | NS         |             |
| —   | Hermann Weingärtner  | Germania                   | NS         |             |
| —   | Charles Winckler     | Danemarca                  | NS         |             |